# Mazzaroth
 (février 2023).

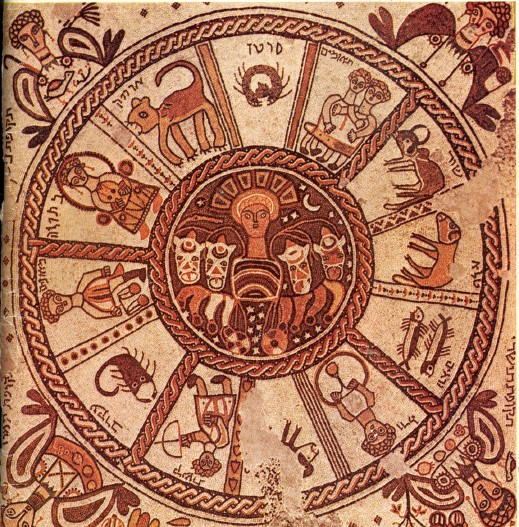
Représentation du VIe siècle du zodiaque, mosaïque à Beït-Alfa, Israël.

Mazzaroth (translittération hébraïque : מַזָּרוֹת Mazzārōṯ, LXX grec moderne : Μαζουρωθ, Mazourōth) est un mot hébreu biblique trouvé dans le livre de Job (38:32) et signifiant littéralement « constellations », selon l'exégète biblique du Xe siècle Saadia Gaon, tandis que d'autres interprètent le mot comme Guirlande de Couronnes, mais son contexte est celui des constellations astronomiques, et il est souvent interprété comme un terme pour le zodiaque ou ses Constellations (Job 38:31-32). Le mot similaire mazalot (מַּזָּלוֹת) dans 2 Rois 23:3-5 peut être lié.
Le mot lui-même apparaît une seule fois dans la Bible. En yiddish, le terme mazalot en est venu à être utilisé dans le sens d'« astrologie » en général, survivant dans l'expression « mazel tov », signifiant « bonne fortune ».

## Contexte biblique
L'apparition du mot dans le Livre de Job apparaît dans le contexte de divers phénomènes astronomiques :

« Peux-tu lier les chaînes des Pléiades ou délier les liens d'Orion ? Peux-tu conduire les Mazzaroth en leur temps ? Ou peux-tu guider l'Ourse avec ses fils ? (JPS 1917). »

Le mot connexe mazalot (מַּזָּלוֹת) dans 2 Rois peut avoir une signification différente et est souvent traduit différemment, le lien de ce mot avec les planètes ou le zodiaque étant plus largement répandu (en astrologie kabbalistique, mazalot était également utilisé pour l'astrologie en général, et le mot peut être lié à l'assyrien manzaltu, « station ») :

« Et le roi se tint sur l'estrade, et fit alliance devant l'Éternel, de marcher après l'Éternel, et de garder ses commandements, et ses témoignages, et ses statuts, de tout son cœur et de toute son âme, pour confirmer les paroles. de cette alliance qui ont été écrits dans ce livre ; et tout le peuple respecta l'alliance. Et le roi commanda à Hilkija, le grand prêtre, et aux sacrificateurs du second ordre, et aux gardiens de la porte, de faire sortir du temple de l'Éternel tous les ustensiles qui avaient été faits pour Baal, et pour l'Asherah, et pour toute l'armée du ciel ; et il les brûla hors de Jérusalem dans les champs de Cédron, et en emporta la cendre à Béthel. Et il renversa les sacrificateurs idolâtres que les rois de Juda avaient ordonné d'offrir sur les hauts lieux des villes de Juda et dans les environs de Jérusalem; eux aussi qui offraient à Baal, au soleil, à la lune, aux constellations, et à toute l'armée des cieux. »

La Septante, cependant, utilise à nouveau la translittération mazzaroth (μαζουρωθ) à ce stade.

## Traduction
Le mot est traditionnellement (suivant LXX ) laissé non traduit (ABC, ACV, AKJ, ASV, BBE, BIB, ESV, GNV, HNV, JPS, K21, KJG, KJR, KJV, NAB, NKJ, NRS, NWT, RSV, RWB, TMB, TNK, UPD, WEB, YLT, LXE, ZIK), mais certaines traductions de la Bible anglaise moderne le traduisent par « zodiaque » (AMP, CJB, EMP, LEE); d'autres ont des « constellations » (CJB, CSB, DBY, NET, ERV, GWN, LEE, LIT, MKJ, NAS, NAU, NIB, NIV, TNV, WEV) ou des « étoile » (CEV, NCB, NIR, NLV, TEV).
Mais comme la Vulgate latine rend le mot « luciferum », il existe des traductions anglaises alternatives comme « étoile du matin » (CVB, TRC, en outre la traduction allemande de Luther de 1545 comme Morgenstern signifie également « étoile du matin » ; (DRA) ; « Venus » (MSG) ; « saison de la Couronne » (NJB) ; « séquence des saisons » (NLT) ; « Lucifer, c'est-à-dire dai sterre (étoile du jour) » (Bible de Wycliffe). WEB : donne « des étoiles dans les signes du sud ».
Les notes des traducteurs données dans les traductions individuelles sont :
- Genève : Certains pensent qu'elles étaient les douze signes.
- LSG : (Mazzaroth : ou, les douze signes)
- NAS/NAU : par heure. « une constellation »
- NET : Le mot מַּזָּלֹות (mazzarot) est considéré par certains comme faisant référence aux constellations (voir 2 Rois 23: 5), et par d'autres comme lié au mot pour « couronne ».
- NIB/NIV : (32 ou l'étoile du matin en sa saison)

Le Targum rend la traduction par « gardes du mazalot ». Rashi clarifie mazzarot comme « toutes les portes du mazalot »